# توماس هيل (لاعب كرة سلة)
توماس هيل (31 أغسطس 1971 في الولايات المتحدة - ) (بالإنجليزية: Thomas Hill)‏ هو لاعب كرة سلة أمريكي في مركز هجوم صغير الجسم. لعب مع دوق بلو ديفلز للرجال.

## وصلات خارجية
- توماس هيل على موقع سبورتس رفرنس (الإنجليزية)
- توماس هيل على موقع كرة السلة الأوروبية.كوم (الإنجليزية)
- توماس هيل على موقع كلية كرة السلة في سبورتس رفرنس.كوم (الإنجليزية)
- توماس هيل على موقع ريلجم (الإنجليزية)